# Aeroporto Olaya Herrera
O Aeroporto Olaya Herrera (em castelhano: Aeropuerto Olaya Herrera) (IATA: EOH, ICAO: SKMD) é um aeroporto colombiano localizado a 4 km do centro da cidade de Medellín, no departamento de Antioquia.
O aeroporto serviu como aeroporto principal da cidade até a construção do Aeroporto Internacional José María Córdova em 1985.

## Destinos
| Companhias                         | Cidades | Aeronave                       |
| ---------------------------------- | --- | ------------------------------ |
| Aerolínea de Antioquia 13 destinos | Domésticos (13): Acandí / Apartadó / Armênia / Bahía Solano / Caucasia / Corozal / Cúcuta / El Bagre / Manizales / Montería / Pereira / Quibdó / Tolú | BAe Jetstream 32 / Dornier 328 |
| EasyFly 10 destinos                | Domésticos (10): Apartadó / Armênia / Bucaramanga / Corozal / Cúcuta / Ibagué / Manizales / Montería / Pereira / Quibdó                               | ATR-42 / BAe Jetstream 41      |
| Satena 7 destinos                  | Domésticos (7): Apartadó / Bahía Solano / Bogotá / Condoto / Nuquí / Quibdó / Tolú                                                                    | ATR-42 / Harbin Y-12 / ERJ-145 |